# Трансфінітна індукція
Трансфінітна індукція — метод доведення, що узагальнює математичну індукцію у випадку незліченного числа значень параметра.
Трансфінітна індукція базується на наступному твердженні:
| Нехай {\displaystyle M} — цілком впорядкована множина, {\displaystyle P(x)} при {\displaystyle x\in M} — деяке твердження. Нехай для будь-якого {\displaystyle x\in M} з того, що {\displaystyle P(y)} істинно для всіх {\displaystyle y<x}, випливає, що вірним є твердження {\displaystyle P(x)}. Тоді твердження {\displaystyle P(x)} є вірним для будь-якого {\displaystyle x}. |

## Зв'язок з математичною індукцією
Математична індукція є частковим випадком трансфінітної індукції. Дійсно, нехай {\displaystyle M} — множина натуральних чисел. Тоді твердження трансфінітної індукції перетворюється в наступне: якщо для будь-якого натурального {\displaystyle n} із одночасної істинності тверджень {\displaystyle P(1)}, {\displaystyle P(2)}, {\displaystyle \ldots }, {\displaystyle P(n-1)} випливає істинність твердження {\displaystyle P(n)}, тоді істинні всі твердження {\displaystyle P(n)}. При цьому база індукції, тобто {\displaystyle P(1)}, виявляється тривіальним частковим випадком при {\displaystyle n=1}.

## Приклади використання трансфінітної індукції
У багатьох випадках трансфінітна індукція використовується разом з теоремою Цермело, яка стверджує, що будь-яку множину можна цілком впорядкувати. Теорема Цермело еквівалентна аксіомі вибору, тому доведення є неконструктивним[джерело?].
Як приклад покажемо, що можна задати деяку множину кіл таку, щоб через кожну точку площини проходило рівно два кола. 
Це твердження можна довести, побудувавши явну конструкцію. Однак для випадку трьох кіл явна конструкція досі не відома, тоді як доведення її існування мало відрізнятиметься від нижченаведеного[джерело?].
Впорядкуємо всі точки множини так, щоб потужність множини точок, менших {\displaystyle x} була менша, ніж континуум (можна показати, що будь-яку множину можна цілком впорядкувати так, щоб для будь-якого його елемента множини менших за нього мало меншу потужність). Як {\displaystyle P(x)} візьмемо наступне твердження: можна провести меншу, ніж континуальну множину різних кіл так, щоб кожна точка, яка є меншою або рівною {\displaystyle x} була покрита рівно 2 колами, а всі інші точки були покритими не більше, ніж двома колами, а також для будь-якої точки {\displaystyle y<x} цю множину можна вибрати такою, щоб вона містила множину кіл для точки {\displaystyle y}. Якщо {\displaystyle x} — мінімальна точка, тоді візьмемо будь-які 2 різні кола, які проходять через цю точку. Твердження {\displaystyle P(x)} для мінімального {\displaystyle x} доведено. Нехай тепер {\displaystyle x} — будь-яка точка, і відомо, що твердження є вірним для будь-якого {\displaystyle y<x}. Візьмемо об'єднання множин кіл для всіх точок {\displaystyle y<x}. Згідно з припущенням індукції можна вважати, що множини кіл для більших точок включають множини кіл для менших точок, тому отримана множина буде покривати точки площини не більше двох разів. Так як множина елементів, які є менші ніж  {\displaystyle x}, є меншою, ніж континуум, і кожна об'єднана множина менша, ніж континуум, тоді отримана множина також буде мати меншу потужність, ніж континуум. Побудована множина кіл вже вдвічі покриває всі точки, менші {\displaystyle x}.
Покажемо тепер, як покрити {\displaystyle x}. Через {\displaystyle x} проходить континуум кіл, які не перетинаються. Помітимо, що будь-яка пара кіл перетинається не більше, ніж в двох точках, а значить потужність множини точок площини, покритих 2 рази, менша, ніж континуум (тут використовується твердження, що множина {\displaystyle A\times A} є рівнопотужною до {\displaystyle A}, якщо {\displaystyle A} — нескінченна множина). Це означає, що знайдеться континуум кіл, на яких немає точок, покритих 2 рази. Візьмемо з них одну або дві, в залежності від кількості кіл, що вже проходять через точку {\displaystyle x}. Твердження індукції доведено.